# Фредерік Кетервуд
Фредері́к Ке́тервуд (англ. Frederick Catherwood, 1799 — 20 вересня 1854) — англійський митець, архітектор, художник. Іноді в літературі можна знайти інше написання його прізвища як Фредерік Казервуд.
Роботи Фредеріка Кетервуда надзвичайно точно відображали стародавні пам'ятки. Народився він у 1799 році в Англії в забезпеченій сім'ї.

## Освіта
Освіту здобув в Оксфорді, вчився на архітектора, проте по-справжньому його в житті цікавило тільки мистецтво, особливо йому подобалося малювати різні стародавні споруди.

## Подорожі
Кетервуд любив подорожувати, і ця пристрасть, можливо, вплинула на вибір його поля діяльності і, зокрема, об'єктів для малювання.
У віці 40 років Кетервуд супроводжував відомого дослідника Ллойда Стівенса в поїздці по Месоамериці для того, щоб проілюструвати його книгу про руїни, залишені культурою Мая та її ворогами. Найбільше враження на Стівенса й Кетервуда справило відкриття прекрасних, але спорожнілих і покинутих міст індіанців. Саме ці руїни були джерелом для натхнення та замальовок Кетервуда. Він відобразив їх за допомогою так званої камери camera lucida (оптичний прилад, що передував винайденню фотоапарата), пізніше ці зображення допомогли йому у процесі малювання. Ілюстрації Кетервуда зробили книгу Стівенса лідером продажів, викликавши жвавий інтерес у читачів.
Утім, Мезоамерика була не єдиним місцем, куди натхнення кликало Кетервуда. До того як почати вивчення цивілізації мая, він цікавився мусульманством і Близьким Сходом. Він також документував експедиції Роберта Хея до Єгипту. В цілому Кетервуд подорожував по всьому світу, цікавився різними культурами та країнами. Після того як Кетервуд деякою мірою зробився розсудливим, став працювати інженером-будівельником.
Під час його подорожей траплялися й нещастя. Скажімо, коли його корабель, перетинаючи океан, плив з Ліверпуля в Сполучені Штати, він був протаранений французьким судном «Весту». Роботи Кетервуда дотепер привертають увагу людей завдяки майстерно виконаним замальовкам стародавніх культур.
Помер Фредерік Кетервуд 20 вересня 1854 року.

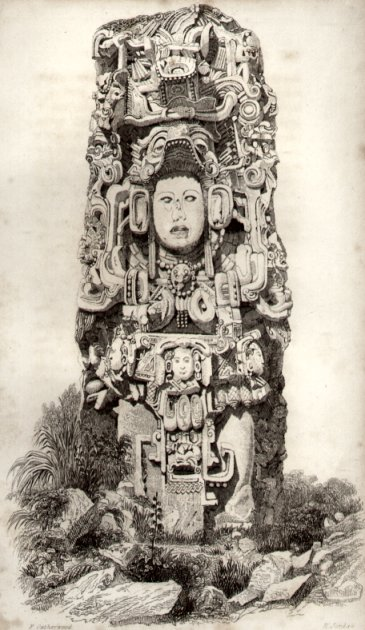
Малюнок Стели N, виконаний Кетервудом під час його подорожі разом зі Стефенсом у Копан

## Галерея

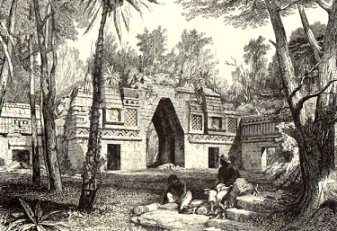
Арка в Лабні
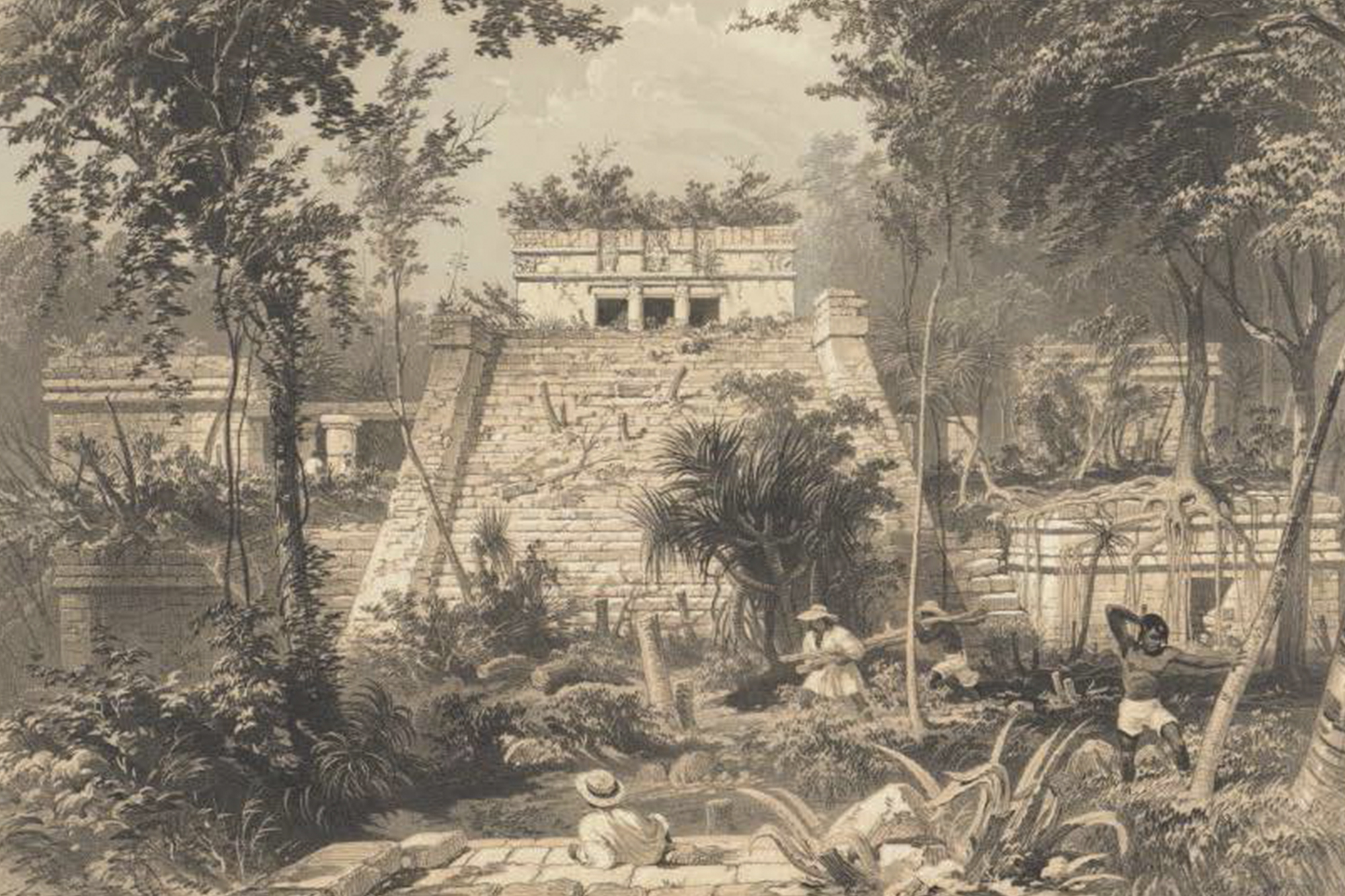
Головний храм в Тулумі
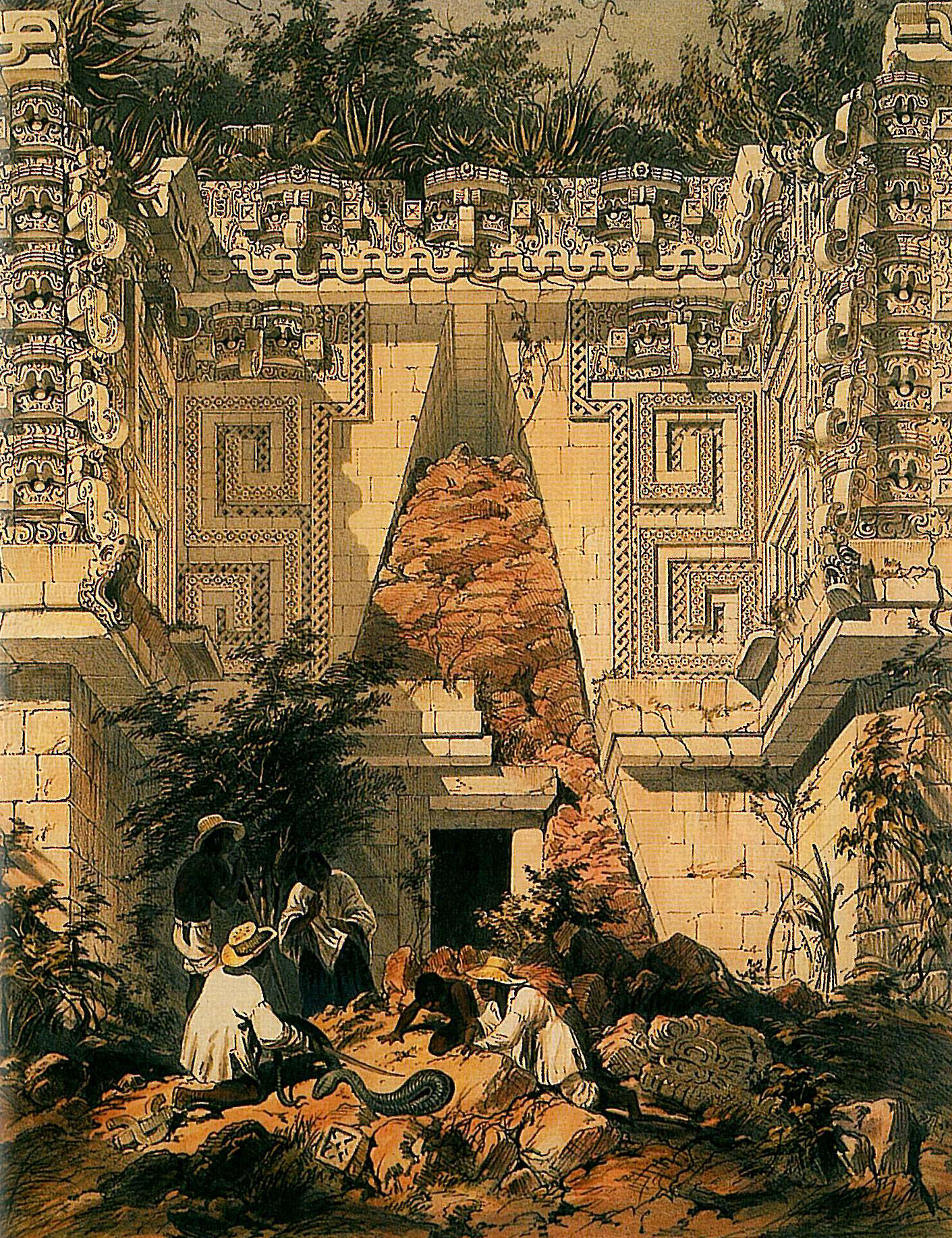
Оселя повелителя в Ушмалі
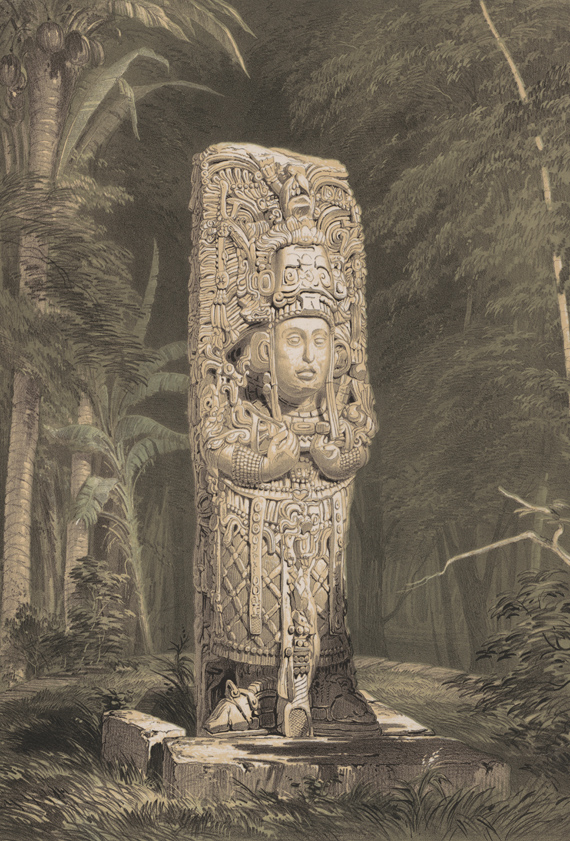
Стела D в Копані